# República Socialista Soviética Carelo-Finlandesa
A República Socialista Soviética Carelo-Finlandesa (em russo: Карело-Финская Советская Социалистическая Республика; em carélio: Karjalas-Suomelaine sosialistine nevvostotazavaldu) foi uma república socialista soviética (RSS) criada em 31 de março e dissolvida em 16 de julho de 1956, que englobava a Carélia soviética e as partes do território finlandês ocupado pela União Soviética durante a Guerra de Inverno (30 de novembro de 1939 – 12 de março de 1940).
Sucedeu à República Socialista Soviética Autónoma da Carélia (RSSA da Carélia), criada em 1923, e à República Democrática da Finlândia, o estado-fantoche efémero criado pelos soviéticos em dezembro de 1939 no início da Guerra de Inverno. Em 1956, a RSS Carelo-Finlandesa foi integrada na RSFS Russa com o nome de RSSA da Carélia, que em 1991 se tornou a República da Carélia, parte da Rússia.